# کریستیان دانیل لدسما
کریستیان دانیل لدسما (به ایتالیایی: Cristian Daniel Ledesma) بازیکن فوتبال و اهل ایتالیا است که از سال ۲۰۱۰ میلادی عضو تیم ملی فوتبال ایتالیا بوده و در ۱ بازی ملی حضور داشته‌است. او در بازی‌های ملی‌اش گلی به ثمر نرساند.